# Siegburger Löwenstoff
Der Siegburger Löwenstoff ist ein mit sechs Löwen gemusterter Samit aus Byzanz. Der Leichnam des 1183 heiliggesprochenen Erzbischofes Anno von Köln, welcher von 1063 bis 1065 Regent des Heiligen Römischen Reiches war, wurde 1075 bei der Bestattung im Annoschrein in der ehemaligen Abtei St. Michael in Siegburg mit dem Löwenstoff eingehüllt.

## Geschichte
Es wird angenommen, dass der Löwenstoff im 10. Jahrhundert geschaffen wurde. Da am Stoff die Namen vom Kaiser Romanos und seines älteren Sohnes Christophoros als Mitkaiser genannt wurden, wurde für die Entstehung die Zeit von 921 bis 931 als wahrscheinlich angenommen. Wie der Stoff von Konstantinopel nach Köln gelangte und ein Teil des Nachlasses des damit bestatteten Erzbischofs war, ist nicht bekannt. Eine spekulative Annahme ist, dass der Löwenstoff zum Ende des 1. Jahrtausends als Teil der Mitgift der mit Otto II. verheirateten Theophanu nach Deutschland kam.
1862/1863 wurde der Annoschrein erstmals geöffnet und damit wurde der Löwenstoff neu bekannt. Die Gehirnkalotte war mit einem weiteren orientalischen Stoff bedeckt. Julius Lessing veröffentlichte 1900 zur Gewebesammlung am Kunstgewerbemuseum Berlin und zeigte in der Veröffentlichung den Löwenstoff als Tafelbild und nannte dabei die Abmessung von 80 cm Höhe und 230 cm Länge. Am Stoff sind sechs Löwen je drei in zwei Reihen heraldisch adossiert und konfrontiert dargestellt. Es wird angenommen, dass im 19. Jahrhundert der Stoff – zwischen zwei Glasplatten montiert – in die Schatzkammer verbracht wurde. 1901 und 1910 wurde der Annoschrein ein zweites und drittes Mal eröffnet und beide Stoffe wurden auf der Düsseldorfer Kunstausstellung gezeigt.
Bei der Alliierten Rheinlandbesetzung (1919–1930) als Folge des Ersten Weltkrieges, ungleich der Rheinlandbesetzung 1936, wurde der gesamte Schatz, vor allem die Schreine, in einem Keller eingemauert, den man für trocken hielt. 1924 wurde der Keller aufgebrochen und festgestellt, dass die Holzkerne der Schreine angefault waren. Der Löwenstoff hatte sich verklumpt. Die Holzkerne der Schreine wurden mit neuem Holz ersetzt und die Metallteile neu montiert und anlässlich der Rheinlandausstellung (1925) mit Wilhelm Ewald und Bruno Kuske in der Husarenkaserne in Köln ausgestellt. Die Husarenkaserne in Köln erhielt 1936 mit den Nationalsozialisten die Nennung Haus der Rheinischen Heimat.
In einem Brief von Otto von Falke in der Mitte der 1920er Jahre wurde festgestellt, dass der Löwenstoff zur Gänze nicht rettbar ist, er will retten, was zu retten ist, d. h., den Stoff trocknen und wenn möglich regenerierend auf ihn einwirken. Sein Werk gelang nur in Teilen und der Pfarrer und Prorektor sahen die Stoffreste zwischen zwei Glasplatten im Kunstgewerbemuseum Berlin im Alten Schloß.
1952 wurde bei einer Veröffentlichung des Schatzes der Servatiuskirche in Siegburg nicht ohne Leichtsinn der Löwenstoff als in Verlust geraten gemeldet, mit der Vermutung, er sei im Zweiten Weltkrieg verbrannt. 1972 hält Hans Wentzel den Löwenstoff in den Aachener Kunstblättern für zerstört bzw. verschollen. 1980 studierte die italienische Kunsthistorikerin Laura D’Amo den Löwenstoff im Köpenicker Schloss, und beschreibt zwei Fragmente untereinander montiert, unten 152,5 cm × 42,5 cm, darüber 79,2 cm × 34 cm, und nennt den Zustand fort mauvais. Leonie von Wilkens scheint den Löwenstoff nie gesehen zu haben. 1984 (!?) meldet Anna Muthesius die Entdeckung des Löwenstoffes in Köpenick. 1990 erkundigte sich Laura D’Amo im Zusammenhang mit einem Kongress zu byzantinischen Seiden in Rom erneut zum Zustand des Löwenstoffes. Nach dem Fall der Berliner Mauer wurde der Löwenstoff erstmals einer größeren Gruppe von Fachleuten gezeigt und es wurde von der Kirchengemeinde St. Servatius in Siegburg das Deutsche Textilmuseum mit der Konservierung und Restaurierung beauftragt.
Der Löwenstoff wird heute in der Schatz- und Heiltumskammer Sankt Servatius ausgestellt.